# Tetyana Prorochenko
Tetyana Prorochenko ((uk) Тетяна Василівна Пророченко, transcription anglaise : Tatyana Prorochenko), née le 15 mars 1952 à Berdyansk (RSS d'Ukraine, URSS) et morte le 11 mars 2020 à Kiev (Ukraine), est une athlète ukrainienne qui concourait pour l'URSS. Son plus grand succès est sa médaille d'or avec le relais 4 × 400 m soviétique aux Jeux olympiques de 1980 à Moscou.

## Palmarès

### Jeux olympiques
- Jeux olympiques de 1976 à Montréal ( Canada)
  - 6e sur 200 m
  -  Médaille de bronze en relais 4 × 100 m
- Jeux olympiques de 1980 à Moscou ( Union soviétique)
  -  Médaille d'or en relais 4 × 400 m